# Jean-François Durande
Jean-François Durande (Digione, 1732 – Digione, gennaio 1794) è stato un botanico e medico francese.

## Biografia
Figlio di un procuratore del parlamento della Borgogna, Jean François studiò medicina e si stabilì a Digione. Sposò Claudine Tiran, dalla quale ebbe un figlio: Claude-Auguste Durande, anche lui medico a Digione e che sarà più volte eletto sindaco della città.

Ricevette l'insegnamento della botanica nell'orto botanico cittadino, dopo che Jean-Jacques Rousseau (1712-1778) e Antoine Gouan (1733-1821) si rifiutarono di dargli lezioni.

Fra i suoi allievi vi furono Louis-Augustin Bosc d'Antic (1759-1828), Jacques-Nicolas Vallot (1771-1860) e Pierre Morland (1768-1837).
Con Hugues Maret (1726-1786) e Louis Bernard Guyton-Morveau (1737-1816) pubblicò "Éléments de chymie théoriques et pratiques" (1778). Raccolse anche le sue lezioni in un testo: "Notions élémentaires de botaniques" (1781) nel quale si dimostra essere uno dei primi a seguire il sistema di Antoine-Laurent de Jussieu (1748-1836). L'anno seguente pubblicò "Flore de Bourgogne" (1782), dove descrisse ben 1300 specie.